# Dactylochelifer kussariensis kussariensis
Dactylochelifer kussariensis kussariensis es una subespecie de arácnido del orden Pseudoscorpionida de la familia Cheliferidae.

## Distribución geográfica
Se encuentra en Israel y en Afganistán.